# لو سيلفستر
لو سيلفستر (بالإنجليزية: Lou Sylvester)‏ هو لاعب كرة قاعدة أمريكي، ولد في 14 فبراير 1855 في سبرينغفيلد في الولايات المتحدة، وتوفي في 5 مايو 1936 في بروكلين في الولايات المتحدة.

## وصلات خارجية
- لو سيلفستر على موقعبيزبول رفرنس.كوم (الدوري الرئيسي) (الإنجليزية)